# Moldavska nogometna reprezentacija
Moldavska nogometna reprezentacija je nacionalni nogometni sastav Republike Moldavije, pod vodstvom Nogometnog saveza Moldavije (rum. Federaţia moldovenească de fotba). Raspadom Sovjetskoga Saveza, Moldavija je svoju prvu utakmicu od nezavisnosti odigrala u srpnju 1991. protiv reprezentacije Gruzije.
Moldavija je punopravna članica UEFA i FIFA, kontinentalnih i međunarodnih nogometnih saveza, te nosi Fifin kod – MDA. Službeni domaći stadion je Zimbru stadion u Chişinăuu. 

## Svjetsko prvenstvo

### Kvalifikacije za SP
Dosad se kroz kvalifikacijski ciklus, Moldavija nije uspjela plasirati na Svjetsko prvenstvo. Na kvalifikacijama za Mundijal, Moldavija sudjeluje od 1996. (kvalifikacije za SP 98' u Francuskoj), te dosad nije ostvarila značajniji rezultat.
Moldavija se i zbog određenih povijesnih činjenica dosad nije uspjela plasirati u završnicu Svjetskog prvenstva:
- od 1930. do 1938. Moldavija je bila dio Rumunjske,
- od 1950. do 1991. Moldavija je bila dio SSSR-a,
- nakon nezavisnosti 1991., Moldaviju je zaobišao kvalifikacijski ciklus za SP 94' u SAD-u.

### Kvalifikacije za SP 2010.
Kao značajniji rezultati tijekom kvalifikacija za Mundijal u Južnoj Africi, ubraja se 1:1 rezultat u domaćoj utakmici protiv Grčke. Upravo zbog ta dva "izgubljena" boda, reprezentacija Grčke je tek u dodatnim kvalifikacijama protiv Ukrajine, izborila nastup među 32. najbolje reprezentacije svijeta.
Tijekom reprezentativne stanke od kvalifikacija, Moldavija je ostvarila visoku 4:1 pobjedu na prijateljskom gostovanju u Armeniji, te 1:1 rezultat protiv Makedonije u turskoj Antalyji.
| Momčad     | Ut. | Pob. | Ner. | Izg. | Po.G. | Pr.G. | G.Raz. | Bod. |
| ---------- | --- | ---- | ---- | ---- | ----- | ----- | ------ | ---- |
| Švicarska  | 10  | 6    | 3    | 1    | 18    | 8     | +10    | 21   |
| Grčka      | 10  | 6    | 2    | 2    | 20    | 10    | +10    | 20   |
| Latvija    | 10  | 5    | 2    | 3    | 18    | 15    | +3     | 17   |
| Izrael     | 10  | 4    | 4    | 2    | 20    | 10    | +10    | 16   |
| Luksemburg | 10  | 1    | 2    | 7    | 4     | 25    | -21    | 5    |
| Moldavija  | 10  | 0    | 3    | 7    | 6     | 18    | -12    | 3    |

## Europsko prvenstvo

### Kvalifikacije za EP
Od prvog Europskog prvenstva 1960. pa do moldavske nezavisnosti 1991., Moldavija nije nastupala na EURO-u. Od samostalnosti pa do danas, Moldavija se nije uspjela plasirati na Europsko prvenstvo.
Kao neki od boljih reprezentativnih rezultata, ubrajaju se pobjede protiv Gruzije u Tbilisiju (1:0) i Walesa u Chişinău (3:2). Te pobjede ostvarene su tijekom kvalifikacija za EURO 1996. u Engleskoj. Kao strijelci pobjedonosnih pogodaka, iskazali su se Igor Oprea (protiv Gruzije) te Sergiu Secu, Sergej Belous i Valerij Pogorelov (protiv Walesa).

## Trenutni sastav
Sljedeći nogometaši su pozvani za kvalifikacijske utakmice protiv Rusije i Švedske u listopadu 2015.

Broj nastupa i golova unesen poslije utakmice sa Švedskom: 12. listopada 2015.
| Broj      | Ime i prezime igrača | Nogometni klub           | Rođen              | Nastupi | Golovi  | Visina  |         |
| Vratari   | Vratari              | Vratari                  | Vratari            | Vratari | Vratari | Vratari | Vratari |
| --------- | -------------------- | ------------------------ | ------------------ | ------- | ------- | ------- | ------- |
| 1         | Ilija Cebanov        | FK Mordovia Saransk      | 29. prosinca 1986. | 21      | 0       | 1.89    |         |
| 12        | Nicolae Calancea     | FC Ceahlăul Piatra Neamț | 29. kolovoza 1986. | 17      | 0       | 1.88    |         |
| 23        | Alexei Coșelev       | FC Sheriff Tiraspol      | 19. studenog 1993. | 1       | 0       | 1.97    |         |
| Obrana    |                      |                          |                    |         |         |         |         |
| 2         | Igor Armaș           | FK Kuban Krasnodar       | 14. srpnja 1987.   | 46      | 2       | 1.92    |         |
| 4         | Iulian Erhan         | FC Milsami Orhei         | 1. srpnja 1986.    | 10      | 0       | 1.81    |         |
| 5         | Victor Golovatenco   | FK Sibir Novosibirsk     | 28. travnja 1984.  | 68      | 3       | 1.89    |         |
| 6         | Ion Jardan           | FC Zimbru Kišinjev       | 10. siječnja 1990. | 10      | 0       | 1.82    |         |
| 3         | Vitalie Bordian      | FK Helios Harkiv         | 11. kolovoza 1984. | 38      | 1       | 1.76    |         |
| 16        | Ștefan Burghiu       | FC Zimbru Kišinjev       | 28. ožujka 1991.   | 7       | 0       | 1.91    |         |
| 21        | Maxim Potîrniche     | FC Sheriff Tiraspol      | 13. lipnja 1989.   | 5       | 0       | 1.85    |         |
| 22        | Cătălin Carp         | FC Steaua Bukurešt       | 20. kolovoza 1993. | 5       | 1       | 1.85    |         |
| Vezni red |                      |                          |                    |         |         |         |         |
| 7         | Eugeniu Cebotaru     | FK Sibir Novosibirsk     | 16. kolovoza 1984. | 44      | 7       | 1.81    |         |
| 27        | Alexandru Antoniuc   | FC Milsami Orhei         | 23. svibnja 1989.  | 20      | 2       | 1.78    |         |
| 10        | Serghei Clesenco     | FC Zimbru Kišinjev       | 24. svibnja 1990.  | 57      | 11      | 180     |         |
| 17        | Alexandru Onică      | FC Zaria Bălți           | 25. srpnja 1984.   | 21      | 0       | 1.89    |         |
| 18        | Artur Pătraș         | FC Milsami Orhei         | 1. kolovoza 1988.  | 27      | 0       | 1.87    |         |
| 20        | Alexandru Vremea     | FC Zimbru Kišinjev       | 3. studenog 1991.  | 4       | 0       | 1.80    |         |
| Napadači  |                      |                          |                    |         |         |         |         |
| 11        | Nicolae Milinceanu   | FC Petrolul Ploiești     | 1. kolovoza 1992.  | 5       | 0       | 1.87    |         |
| 9         | Radu Rebeja          | FC Petrocub Hîncești     | 30. prosinca 1993. | 74      | 5       | 1.80    |         |
| 19        | Sergiu Istrati       | FC Saxan                 | 7. kolovoza 1988.  | 2       | 0       | 1.82    |         |

## Popis izbornika
| Ime izbornika      | Reprezentativna karijera |
| ------------------ | ------------------------ |
| Ion Caras          | 1991. – 1992.            |
| Eugen Piunovschi   | 1992.                    |
| Ion Caras          | 1992. – 1997.            |
| Ivan Danilianţ     | 1997. – 1998.            |
| Alexandru Maţiura  | 1999. – 2001.            |
| Alexandru Spiridon | 2001.                    |
| Viktor Pasulko     | 2002. – 2006.            |
| Anatol Teslev      | 2006. – 2007.            |
| Igor Dobrovolski   | 2007. – 2009.            |
| Gavril Balint      | 2010. – 2012.            |
| Ion Caras          | 2010. – 2012.            |
| Alexandru Curtianu | 2014. – 2015.            |
| Ștefan Stoica      | 2015.                    |
| Igor Dobrovolski   | 2016. – 2017.            |
| Alexandru Spiridon | 2018. – 2019.            |
| Semen Aljtman      | 2019.                    |
| Engin Fırat        | 2019. – 2020.            |
| Roberto Bordin     | 2021.                    |
| Serghei Cleșcenco  | 2021. – danas            |

## Zanimljivosti
- David Beckham svoju prvu reprezentativnu utakmicu odigrao je protiv Moldavije.
- Christian Vieri svoj prvi i zadnji reprezentativni pogodak zabio je Moldaviji.
- Postignute pogotke Moldaviji, Christian Vieri postigao je tijekom kvalifikacijskih ciklusa za SP 98' u Francuskoj i SP 06' u Njemačkoj.
- Hrvatska je prvi (i zasad jedini) puta igrala protiv reprezentacije Moldavije u subotu 24. svibnja 2008., u prijateljskoj utakmici odigranoj u Rijeci na stadionu Kantrida. Utakmica je završila rezultatom 1:0.[1][2]

## Vanjske poveznice
- http://www.fmf.md/ Nogometni savez Moldavije
- http://www.rsssf.com/tablesm/mold-intres.html RSSF.com arhiva rezultata
- http://www.football.md/  Arhivirana inačica izvorne stranice od 17. rujna 2009. (Wayback Machine) www.football.md
- http://www.moldfootball.com/ www.moldfootball.com

| Europske nogometne reprezentacije (UEFA) | Europske nogometne reprezentacije (UEFA) |
| --- | ---------------------------------------- |
| |                                          |
| Albanija • Andora • Armenija • Austrija • Azerbajdžan • Belgija • Bjelorusija • Bosna i Hercegovina • Bugarska • Cipar • Crna Gora • Češka • Danska • Engleska • Estonija • Finska • Farski otoci • Francuska • Gibraltar • Grčka • Gruzija • Hrvatska • Irska • Island • Italija • Izrael • Kazahstan • Kosovo • Latvija • Lihtenštajn • Litva • Luksemburg • Mađarska • Malta • Moldova • Nizozemska • Norveška • Njemačka • Poljska • Portugal • Rumunjska • Rusija • San Marino • Sjeverna Makedonija • Sjeverna Irska • Slovačka • Slovenija • Srbija • Škotska • Španjolska • Švedska • Švicarska • Turska • Ukrajina • Wales |                                          |
| |                                          |
| Bivše države ČSSR • Jugoslavija • DR Njemačka • SR Njemačka • Saarska • SiCG • SSSR • ZND |                                          |
| Bivše države |                                          |
| |                                          |
| ČSSR • Jugoslavija • DR Njemačka • SR Njemačka • Saarska • SiCG • SSSR • ZND |                                          |

| Bivše države                                                                 |
|                                                                              |
| ČSSR • Jugoslavija • DR Njemačka • SR Njemačka • Saarska • SiCG • SSSR • ZND |

| Europske nogometne reprezentacije (UEFA) | Europske nogometne reprezentacije (UEFA) |
| --- | ---------------------------------------- |
| |                                          |
| Albanija • Andora • Armenija • Austrija • Azerbajdžan • Belgija • Bjelorusija • Bosna i Hercegovina • Bugarska • Cipar • Crna Gora • Češka • Danska • Engleska • Estonija • Finska • Farski otoci • Francuska • Gibraltar • Grčka • Gruzija • Hrvatska • Irska • Island • Italija • Izrael • Kazahstan • Kosovo • Latvija • Lihtenštajn • Litva • Luksemburg • Mađarska • Malta • Moldova • Nizozemska • Norveška • Njemačka • Poljska • Portugal • Rumunjska • Rusija • San Marino • Sjeverna Makedonija • Sjeverna Irska • Slovačka • Slovenija • Srbija • Škotska • Španjolska • Švedska • Švicarska • Turska • Ukrajina • Wales |                                          |
| |                                          |
| Bivše države ČSSR • Jugoslavija • DR Njemačka • SR Njemačka • Saarska • SiCG • SSSR • ZND |                                          |
| Bivše države |                                          |
| |                                          |
| ČSSR • Jugoslavija • DR Njemačka • SR Njemačka • Saarska • SiCG • SSSR • ZND |                                          |

| Bivše države                                                                 |
|                                                                              |
| ČSSR • Jugoslavija • DR Njemačka • SR Njemačka • Saarska • SiCG • SSSR • ZND |